# بيلوخر (مارغون)
بیلوخر (بالفارسية: بیلوخر) هي قرية تقع في إيران في قسم مارغون الريفي. يقدر عدد سكانها بـ 443 نسمة بحسب إحصاء 2016.